# Internationale vereniging zonder winstoogmerk
De internationale vereniging zonder winstoogmerk (in het Nederlands vaak afgekort tot ivzw) of Association internationale sans but lucratif (in het Frans vaak afgekort tot AISBL) of Internationale Vereinigung ohne Gewinnerzielungsabsicht (in het Duits afgekort tot IVoG) is een samenwerkingsvorm in België.
Dit is een de internationale variant op de Belgische vereniging zonder winstoogmerk (vzw).
Naast het internationale karakter, is een basisverschil met de vzw, dat de ivzw niet enkel in het Staatsblad wordt gepubliceerd, maar tevens door een Koninklijk Besluit wordt bekrachtigd.